# 迪布爾冰川
66°17′S 134°36′E / 66.283°S 134.600°E
迪布爾冰川（英語：Dibble Glacier）是南極洲的冰川，位於威爾克斯地，根據美國海軍的空中照片被繪入地圖，以該國探隊船的工匠命名，現時由南極條約體系管理。